# Alfa Romeo P2
Alfa Romeo P2 je dirkalnik Alfe Romeo, ki je bil v uporabi med sezonama 1924 in 1930, ko so z njim dirkali Antonio Ascari,  Giuseppe Campari, Louis Wagner, Ferdinando Minoia in Gastone Brilli-Peri. V sezoni 1925 je moštvo z njim osvojilo naslov Svetovnega konstruktorskega prvaka. Do danes sta se ohranila le dva od šestih dirkalnikov Alfa Romeo P2, oba sta na ogled v muzeju.

## Pomembnejše zmage
| Leto | Dirka                      | Dirkač              | Poročilo |
| ---- | -------------------------- | ------------------- | -------- |
| 1924 | Velika nagrada Cremone     | Antonio Ascari      | Poročilo |
| 1924 | Velika nagrada Francije    | Giuseppe Campari    | Poročilo |
| 1924 | Velika nagrada Italije     | Antonio Ascari      | Poročilo |
| 1925 | Velika nagrada Belgije     | Antonio Ascari      | Poročilo |
| 1925 | Velika nagrada Italije     | Gastone Brilli-Peri | Poročilo |
| 1927 | Coppa Acerbo               | Giuseppe Campari    | Poročilo |
| 1928 | Coppa Acerbo               | Giuseppe Campari    | Poročilo |
| 1929 | Velika nagrada Alessandrie | Achille Varzi       | Poročilo |
| 1929 | Velika nagrada Rima        | Achille Varzi       | Poročilo |
| 1929 | Coppa Ciano                | Achille Varzi       | Poročilo |
| 1929 | Velika nagrada Monze       | Achille Varzi       | Poročilo |
| 1929 | Velika nagrada Cremone     | Gastone Brilli-Peri | Poročilo |
| 1929 | Velika nagrada Tunisa      | Gastone Brilli-Peri | Poročilo |
| 1930 | Velika nagrada Alessandrie | Achille Varzi       | Poročilo |
| 1930 | Targa Florio               | Achille Varzi       | Poročilo |